# John Spencer (Politiker)

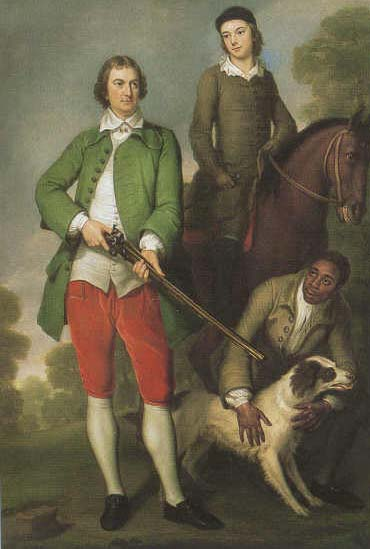
John Spencer (links) mit seinem Sohn und einem Bediensteten, um 1744

Hon. John Spencer (* 13. Mai 1708; † 19. Juni 1746) war ein britischer Adliger und Politiker.

## Leben
Spencer war der vierte Sohn des Charles Spencer, 3. Earl of Sunderland (1674–1722), aus dessen zweiter Ehe mit Lady Anne Churchill (1683–1716), Tochter des John Churchill, 1. Duke of Marlborough. Nach dem Tod seines Vaters, 1722, wuchs er unter der Vormundschaft seiner Großmutter Sarah Churchill, Duchess of Marlborough (1660–1744), auf. Er besuchte das Eton College und unternahm von 1725 bis 1727 eine Grand Tour durch Frankreich, die Schweiz und Italien.
Im Januar 1732 wurde er als Nachfolger seines verstorbenen Cousins William Godolphin, Marquess of Blandford (1699–1731) erstmals als Abgeordneter für das Borough Woodstock in Oxfordshire ins britische House of Commons gewählt. Er wurde dreimal wiedergewählt und hatte diesen Parlamentssitz bis zu seinem Tod inne.
Als sein älterer Bruder Charles Spencer, 5. Earl of Sunderland (1706–1758), 1733 von seiner Tante Henrietta Churchill, 2. Duchess of Marlborough den Titel als 3. Duke of Marlborough nebst umfangreichen Ländereien erbte, überließ dieser ihm die Ländereien seiner Vaters in Bedfordshire, Northamptonshire und Warwickshire, einschließlich des Familiensitzes Althorp House. Nach dem Tod seiner Großmutter, der Duchess of Marlborough, erhielt er 1744 auch den wesentlichen Teil von deren Ländereien, einschließlich des Herrenhauses von Wimbledon, sowie das Amt des Ranger of Windsor Great Park.
Am 14. Februar 1734 heiratete er Lady Georgiana Caroline Carteret (1716–1780), jüngste Tochter von John Carteret, 2. Earl Granville. Mit ihr hatte er einen Sohn und Erben, John Spencer (1734–1783), der 1765 zum Earl Spencer erhoben wurde, und eine Tochter, Diana Spencer (1735–1743), die jung starb.
Er starb 1746 im Alter von 38 Jahren.